# 美國憲法第四修正案

存放在美国国家档案馆的权利法案文本

《美利坚合众国宪法》第四修正案（英語：Fourth Amendment to the United States Constitution）簡稱「第四修正案」（Amendment IV），是美国权利法案的一部分，旨在禁止无理搜查和扣押，并要求搜查和扣押状的发出有相當理由的支持。美国建国前，大英帝国政府曾下发通用搜捕状，让北美殖民地的治安警察可以任意进入任何人的私有领地进行搜查，这样的做法导致新大陆居民的普遍不满，是美國革命爆发前紧张局势的一个重要原因，第四修正案就是针对这种搜捕状所作的回应。修正案与权利法案中的其他条款一起于1789由詹姆斯·麦迪逊在第一届联邦国会上作为一系列立法细则提出，先由联邦众议院于1789年8月21日通过，再于1789年9月25日通过国会两院联合决议案正式提出，最初提出这些修正案的目的是为了对反联邦党人向新宪法提出的反对意见作出回应。国会于1789年9月28日将提出的修正案递交各州，到了1791年12月15日终于获得宪法第五条中规定的四分之三多数州的批准。1792年3月1日，国务卿托马斯·杰斐逊正式宣布修正案通过。
由于权利法案起初对各州没有约束力，同时联邦刑事调查在美国历史上的前一个多世纪里都很罕见，所以第四修正案对于20世纪以前的判例法没有产生多大影响。1961年，最高法院通过马普诉俄亥俄州案将这条修正案的规定应用到了各州。
根据第四修正案，搜查令通常在执法人员宣誓保证后由法院发出，对应的搜查和扣押（包括逮捕）也必须限制在搜查令所规定的有限范围内。第四修正案的判例法主要涉及三个核心问题：什么样的政府行为属于“搜查”和“扣押”？这些行为的合理理由又是什么？对违反第四修正案权利的问题应该如何加以解决？早期的法院判决将修正案的适用范围限制在执法人员对私有财产的实际侵扰上，但在1967年的卡兹诉美国案中，联邦最高法院认为其保护也需同样延伸到个人隐私上。执法人员执行大部分搜查和扣押工作时都需要搜查令，不过法院也已经定义了一系列的例外情况，如同意搜查、车辆搜查、紧急情况、边防搜查等。
第四修正案也是1914年通过威克斯诉美国案确立的證據排除法則的基础，这一法则强制规定以非法手段获得的证据不能用于刑事审判（毒樹果實理論），除非是在合法手段下这些证据仍然不可避免地会被发现。

## 内容
The right of the people to be secure in their persons, houses, papers, and effects, against unreasonable searches and seizures, shall not be violated, and no Warrants shall issue, but upon probable cause, supported by Oath or affirmation, and particularly describing the place to be searched, and the persons or things to be seized.
- 译文：人民的人身、住宅、文件和财产不受无理搜查和扣押的权利，不得侵犯。除依照合理根据，以宣誓或代誓宣言保证，并具体说明搜查地点和扣押的人或物，不得发出搜查和扣押状。[3][4]

## 背景

### 英国法律

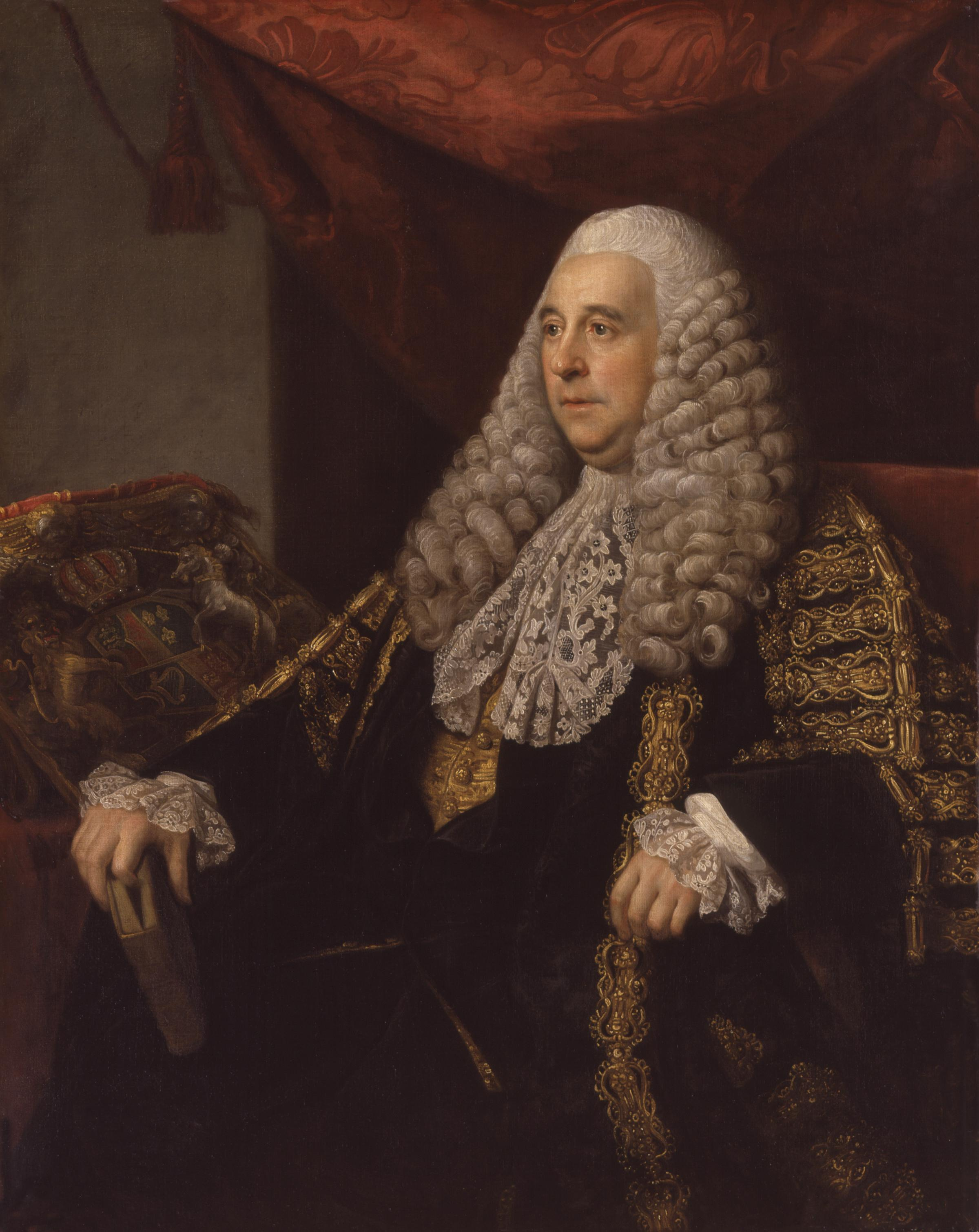
查尔斯·普拉特，第一世康登伯爵确立了英国普通法反对通用搜查令的先例

像许多其它领域的美国法律一样，第四修正案也可以在英国法律学说中找到其根源。愛德華·科克爵士在1604年的一个案件中说出了一句名言：“每个人的房子就是每个人的城堡和要塞，他可在此保卫自己免受侵害和暴行，也可在此休息。”他在该案中认为，国王并没有肆无忌惮的权力去打扰他臣民的住所，但也指出，如果政府工作人员在目的合法且已获得搜查令的情况下，可以获许进行一定程度的搜查和扣押。
1760年代，英国官方开始使用通用搜查令进行突击搜查，目的是找到与约翰·威尔克斯攻击政府政策和国王本人的出版物，这样的做法导致人们不满，相应司法诉讼显著增长。这其中最知名的一个案件是约翰·恩蒂克提起的，内森·卡林顿（Nathan Carrington）等多名英皇信使依据由乔治·蒙泰古-邓克，第二代哈利法克斯伯爵签发的搜查令强行闯入了他的家，这份搜查令授权他们“进行严格和努力的搜查”，寻找“非常有煸动性论文......标题为”的作者，还可以查封印刷设备，传单和其它材料。恩蒂克于1765年向英格兰王座法院提出起诉，案件名称为恩蒂克诉卡林顿案。查尔斯·普拉特，第一代康登伯爵裁决认为被告方的搜查和扣押都是不合法的，因为搜查令授权扣押恩蒂克“所有”的文件，而不仅仅是涉及犯罪的部分，而且搜查令也缺乏相當理由来正当化其中授权的搜查。法院认为每一个人的财产都是神圣的，任何人都不能随意侵犯。恩蒂克案确立了限制政府行政部门侵犯私人财产的英国普通法先例。

### 殖民地时期的美国
与英国的情况相比，生活在殖民地时期美国的人们处境就要糟糕得多，他们的家远没有英国同胞们的家那样神圣不可侵犯，因为法律上就已为政府强制执行英国海关的相关营收工作进行了明确规定。截止1750年，治安官手册中定义的唯一一种搜查令就是通用搜捕状。在这段被学者威廉·卡迪希（William Cuddihy）称为“通用搜捕状的殖民地瘟疫”时期里，殖民当局拥有几乎无限的权力，来在任何时间对任何地点进行极少受到监督的搜查:150。

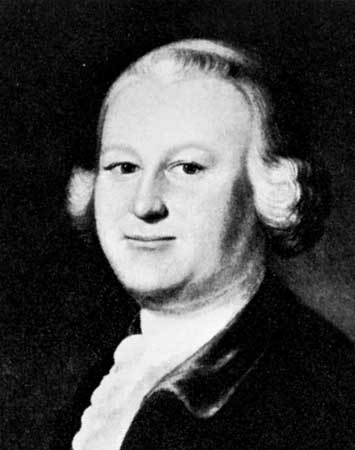
马萨诸塞州律师小詹姆斯·奥蒂斯抗议英国在北美殖民地使用通用搜捕状

1756年，马萨诸塞殖民地颁布法案，禁止使用通用搜捕状。这相当于美国历史上首部旨在限制扣押权力的法律，其出现很大程度上源于引起公众强烈抗议的1754年海关法，该法给予收税官无限的权力，可以任意审问殖民地居民有关其使用的货物中涉及海关商品的问题。法案还允许收税官使用援助令状来对殖民地居民的住所进行搜查，扣押所有“禁止和未报关的”商品。
1760年10月23日，英国国王乔治二世逝世，不过这个消息一直到同年12月27日才传到波士顿。由于所有通用搜捕状都会在国王去世后6个月内自动失效，必须有新国王乔治三世重新签发后才能继续有效，因此其死讯也导致了一场危机的爆发。:113, fn22
1761年1月中旬，一组由律师詹姆斯·奥蒂斯为代表，总数超过50人的商家请求法院针对这个问题举行听证。在1761年2月23日举行的这场5小时听证中，奥蒂斯强烈谴责了大英帝国的殖民政策，其中就包括通用搜捕状和援助令状的使用。:113, fn 23之后将成为美国总统的约翰·亚当斯当时就在法庭上，他将这一事件看作是“点燃美国革命的火花”:59。但是，法院最终作出了不利于奥蒂斯的判决.:57-61。
奥蒂斯对搜捕状的强烈批评给他带来了广泛的支持，他接下来入选马萨诸塞殖民地立法部门，并协助通过立法要求法官只有在海关官员立誓保证的情况下才能发出特殊援助令状，并禁止继续使用其它搜捕状。然而，殖民地总督认为该法案与英国法律和议会主权存在冲突而将之推翻。:66
1776年6月12日，弗吉尼亚殖民地议会通过了弗吉尼亚权利法案，其中明确禁止使用通用搜捕状。这一禁令也成为第四修正案的先例：:161
That general warrants, whereby any officer or messenger may be commanded to search suspected places without evidence of a fact committed, or to seize any person or persons not named, or whose offense is not particularly described and supported by evidence, are grievous and oppressive and ought not to be granted.:161
- 译文：为官员或执法人员签发一般搜查证或逮捕证，使其在未获得犯罪事实的证据之前可藉此搜查可疑地点，或逮捕未经指名或其罪行未经具体说明且无证据佐证的人，这实属一种严重的错误和压迫行为，绝对不应签发。[12]

由约翰·亚当斯起草，1780年通过的马萨诸塞《权利宣言》是马萨诸塞宪法的一部分，其中的第十六条增加了所有搜查必须“合理”的要求，是第四修正案文本上的另一个基础：
Every subject has a right to be secure from all unreasonable searches, and seizures of his person, his houses, his papers, and all his possessions. All warrants, therefore, are contrary to this right, if the cause or foundation of them be not previously supported by oath or affirmation; and if the order in the warrant to a civil officer, to make search in suspected places, or to arrest one or more suspected persons, or to seize their property, be not accompanied with a special designation of the persons or objects of search, arrest, or seizure: and no warrant ought to be issued but in cases, and with the formalities, prescribed by the laws.
- 译文：每个公民均有权利使其人身，住宅，文档，及所有的财产免于无理的搜查，扣押。所以，搜查或扣押授权（warrant）的理由或根据若没有事先得到誓言或代誓宣言的支持，是侵犯此种权利的；授权中给与世俗政府官员的命令，对嫌疑处所的搜查，或对嫌疑人的逮捕，或对他们财产的扣押，若没有特别指定搜查，逮捕或扣押的人员或目标：除依法律规定的情况外，此种授权令不得签发。[15]

到了1784年，已经有8个州宪法包括有对通用搜捕状的禁令。

## 提议和批准
美国宪法制订并生效前，北美的13个殖民地按第二届大陆会议上提出，1781年批准的邦联条例组成了一个松散的联盟。但是这个根据邦联条例运作的中央政府权力太弱，没有足够的能力来调节各州间产生的各种冲突。于是除罗德岛州外的12个州于1789年5月14日至9月17日在宾夕法尼亚州的费城召开制宪会议，制订的新宪法中包含两院制的国会和独享行政权的总统。与会代表中包括弗吉尼亚权利法案的起草人乔治·梅森，他于9月12日建议在新宪法中增加权利法案，其中列出多项公民自由来加以保护:341。但是，各州代表经过短暂蹉商后一致否决了该提案，反对者中包括将来起草并在国会提出权利法案的詹姆斯·麦迪逊，他认为这样一些从州权利法案中调用的内容所能够提供的只是一种反抗暴政的幻觉:343，宾夕法尼亚州代表詹姆斯·威尔森认为，列举人民权利的行为是危险的，因为这会意味着没有明确提及的权利就不存在:343，亚历山大·汉密尔顿也在联邦党人文集第84卷中对这一看法表示赞同:327。并且由于梅森和格里曾结成同盟反对新宪法，所以他们在会议结束5天前提出的动议也就很自然地被一些代表视为一种拖延战术:226。然而，这项动议的快速否决之后危及了整个宪法的批准进程。作家大卫·O·斯图尔特称原宪法权利法案的缺席是“第一等级的政治失误”:226，而历史学家杰克·N·瑞科夫（Jack N. Rakove）称这是“对未来获得批准充满期待制宪者的一次重大失算”:288。
根据新宪法第七条的规定，需要有13个州中的9个批准后宪法才能生效，新政府才能在批准的州中成立。反对批准宪法的人被称为反联邦党人，他们在一定程度上就是因为宪法中缺乏对公民自由的充分保障而表示反对。弗吉尼亚州、马萨诸塞州和纽约州支持宪法，但其民意偏向反对批准，最后这些州成功地在讨论是否批准宪法的州会议上提出增加修正案，并且也批准了宪法。4个州的会议上提出对新联邦政府进行搜查的权力作出某种限制。

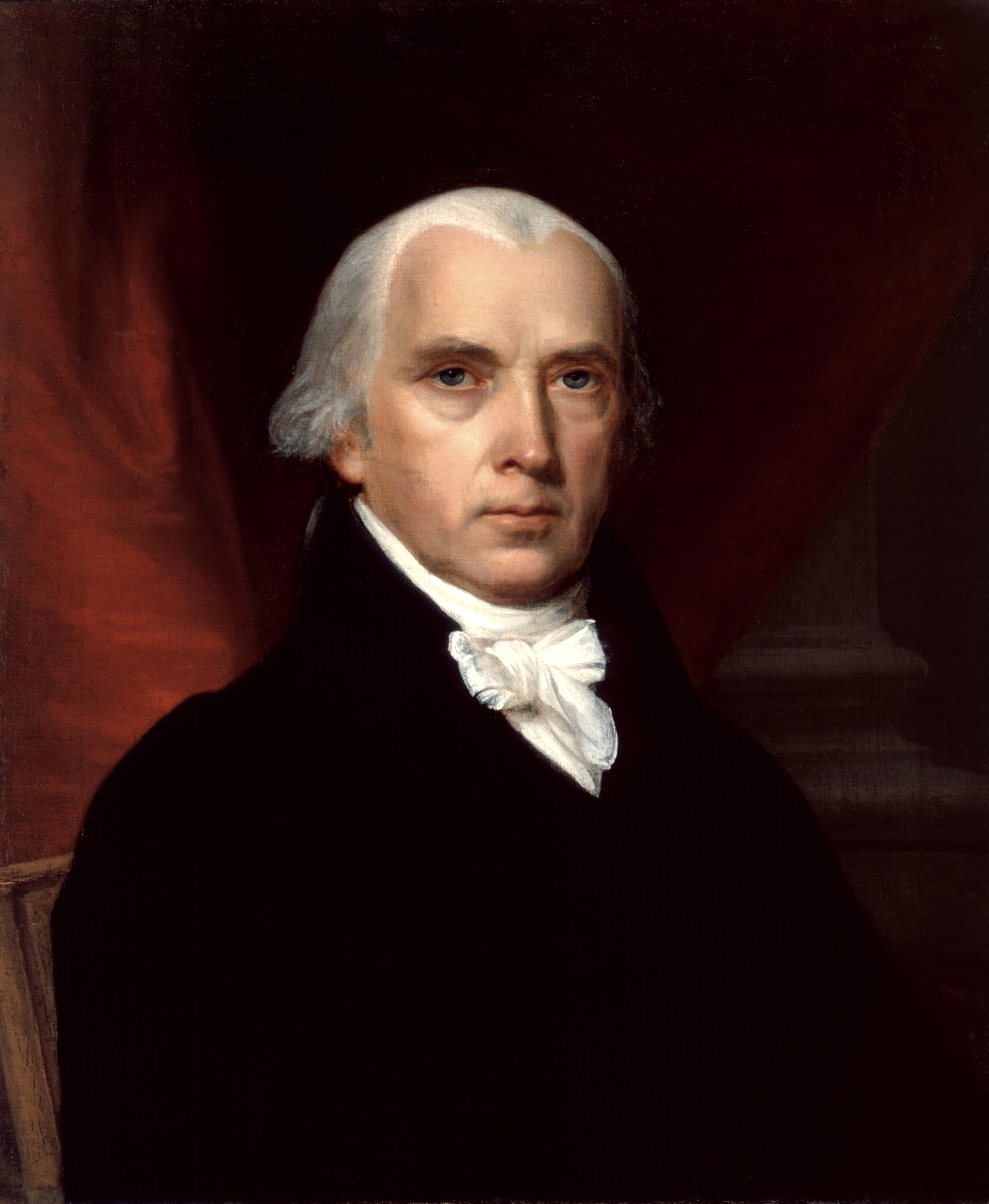
詹姆斯·麦迪逊，权利法案的起草人

在第一届联邦国会上，詹姆斯·麦迪逊应各州议会的要求提出了20条修正案，这些修正案主要受到了州权利法案和诸如1689年權利法令、1215年大憲章等文献影响，其中就有一条要求政府搜查必须提供合理理由。国会把20条修正案修改和浓缩成12条，并于1789年9月25日经两院联合决议通过，再于9月28日送交各州批准。
等到权利法案提交各州批准时，双方都已经转变了立场。许多原本反对权利法案的联邦党人转为支持，以此来平息反联邦党人最尖锐的批评。而许多反联邦党人则转为反对权利法案，因为他们意识到法案的通过将极大程度地降低召开第二次制宪会议的可能性。包括查理德·亨利·李在内的反联邦党人还认为法案没有对宪法中最应该进行更改的部分加以变更，如涉及联邦司法部门和直接税的部分。
1789年11月20日，新泽西州批准了12条修正案的其中11条，其中包括第四修正案。12月19和22日，马里兰州和北卡罗莱纳州分别批准了全部12条修正案。1790年1月19、25和28日，南卡罗莱纳州、新罕布什尔州和特拉华州分别批准了法案，其中都包括第四修正案。:245至此批准州的总数达到6个，距所需的10个还差4个。但接下来，康涅狄格州和乔治亚州认为权利法案缺乏必要性，因此拒绝批准，马萨诸塞州批准了大部分修正案，但未能正式告知国务卿。这三个州要一直到1939年的150周年庆典期间才批准权利法案。
1790年2至6月，纽约州、宾夕法尼亚州和罗德岛州分别批准了12条修正案中的11条，全部否决了有关国会报酬提升的修正案。弗吉尼亚州起初推迟了辩论，但1791年佛蒙特州加入联邦后，所需批准州的总数从10提高到11。佛蒙特州于1791年11月3日批准了全部12条修正案，弗吉尼亚州最终于1791年12月15日批准。国务卿托马斯·杰弗逊于1792年3月1日正式宣布十条修正案获得批准:255。

## 适用性
第四修正案要求政府必须先获得司法认可的搜查令才能进行搜查和扣押（包括逮捕）。搜查令通常在执法人员提供充足的理由并宣誓保证后由法院发出，对应的搜查和扣押（包括逮捕）也必须限制在搜查令所规定的有限范围内，执法人员的宣誓保证如果存在虚假或越界行为，之后可受伪证罪起诉。这条修正案适用于政府搜查和扣押，但对未以政府身份行动的个人和组织没有约束力。
权利法案起初只对联邦政府有效，因此获得批准后经历了一段漫长的“司法休眠期”:258-259，用历史学家戈登·S·伍德的话来说：“批准之后，大部分美国人很快忘记了有关宪法前十条修正案的事。”联邦司法中有关刑事法律的管辖范围在权利法案通过后的一个多世纪里都很狭窄，直到19世纪末《州际商务法》和《休曼法案》通过后，这种情况才有所改观。随着联邦刑事司法管辖范围开始包括诸如麻醉药品等领域，越来越多有关第四修正案的案件开始上诉到联邦最高法院:106。在1961年的马普诉俄亥俄州案中，最高法院通过第十四修正案中的正当程序条款将第四修正案应用到了各州。
第四修正案的判例法主要涉及三个核心问题：什么样的政府行为属于“搜查”和“扣押”，这些行为的合理理由又是什么，对违反第四修正案权利的问题应该如何加以解决。

### 搜查

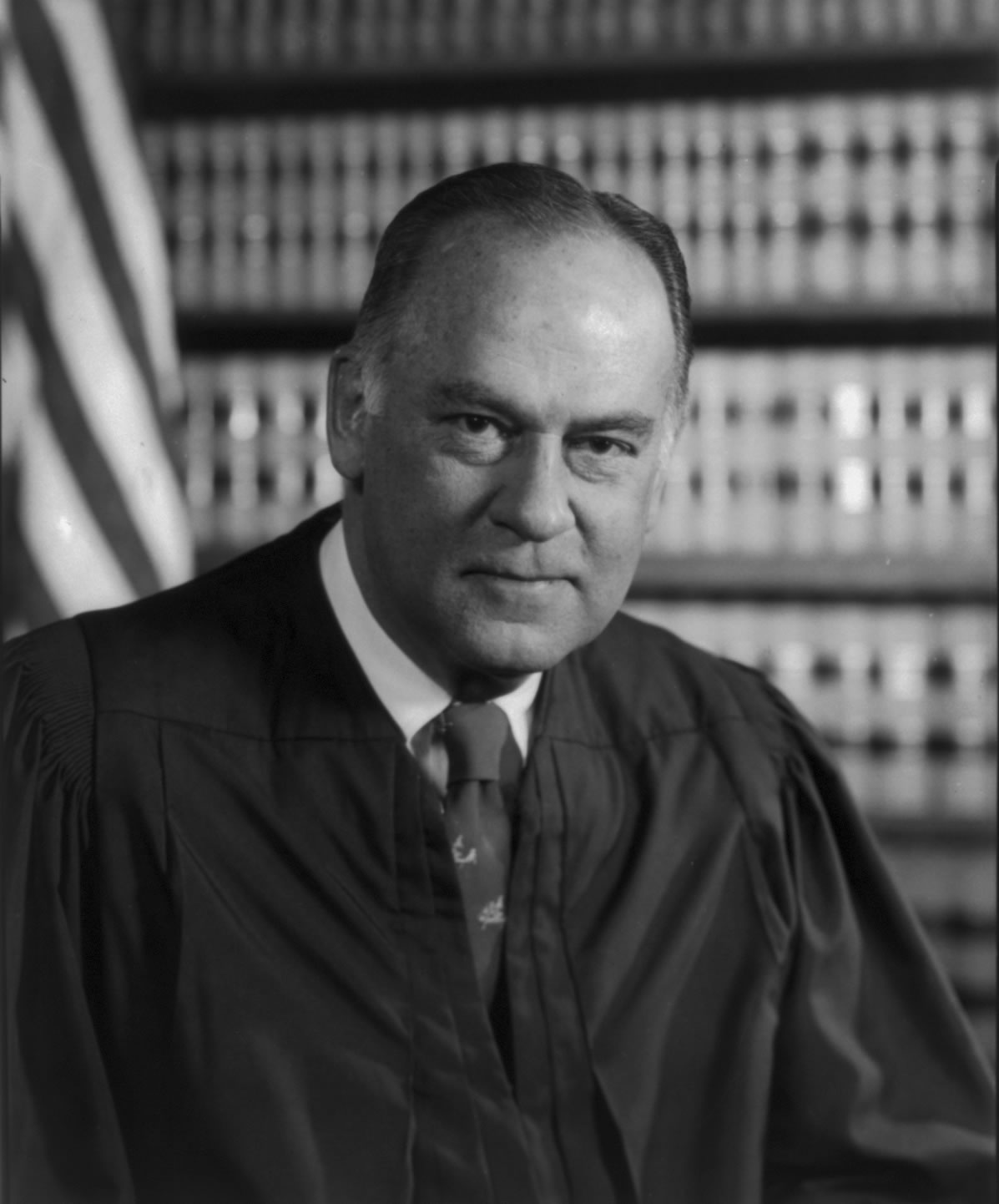
波特·斯图尔特执笔卡兹诉美国案的多数意见，将第四修正案的保护范围扩展到电子监控

是否发生过“搜查”是有关第四修正案适用性的一个阈值问题。起初该修正案的判例法将其与公民財產權联系起来，即当政府人员以获得信息为目的，从物理上侵犯他人的人身、住宅、文件及同类情况下，即可认为第四修正案所指的“搜查”已经发生了。在1961年的西尔弗曼诉美国案中，最高法院指出，第四修正案的“核心就是一个人回到自己家中后，就有不受不合理政府侵扰的权利”。包括1928年奥姆斯特德诉美国案在内的20世纪早期最高法院判决中认为，第四修正案适用于物理性的侵扰，但对包括电话窃听在内的其它形容警方监控没有约束力。
在1967年的卡兹诉美国案中，第四修正案的保护范围获得了大幅度扩展。该案中最高法院把关注面扩大到个人隐私权，认定政府通过将一个话筒放在电话亭的玻璃外来进行窃听的做法属于“搜查”。虽然政府从物理上并没有进入电话亭，但法院认为：1、卡兹进入电话筒并关上门后，就进入了一个他认为自己“对话筒说出的话不会搞到天下皆知”的封闭空间；二、社会也认为，他的这一期望是合理的。大法官波特·斯图尔特在判决书多数意见中写道：“第四修正案保护的是人，不是地点。”卡兹的合理隐私预期由此提供了裁定政府虽然没有进行物理入侵，而是通过电子窃听的做法仍然属于搜查的基础，因此应该受第四修正案约束，事先取得搜查令。法院还称这一判决并不是在确认第四修正案中包含隐私权，只要执行部门遵循适当程序，仍然可以为窃听获得授权。
卡兹案的判决之后通过1979年的史密斯诉马里兰州案发展成之后普遍使用的标准，来判断一个具体情况是否适用第四修正案：
1. 一个人“已经表现出对隐私真实的（主观）期望”，并且
2. 对于社会来说，这种期望是合理的。[38][39]

卡兹案后，绝大多数有关第四修正案搜查的案件已经转为隐私权案件，但在2012年的合众国诉琼斯案中，法院指出卡兹案确立的标准并没有取代更早的判例法，而是进行了补充。该案中执法人员在没有得到琼斯同意，并且也未告知对方的情况下在他的车上安放了全球定位系统设备。法院认为琼斯是这辆车的保管人，因此对车拥有物业权益，同时执法者对该车的侵扰也是为了获得信息，所以其行为就构成了搜查，必须要有搜查令的支持。2013年的佛罗里达州诉贾丁斯案案中法院也以同样的思路和标准判决警察必须在有合理理由和搜查令的情况下才能用缉毒狗来对他人的住宅前门进行嗅探。
在某些情况下，执法部门可以在有合理理由怀疑犯罪活动正在发生时进行搜查，即使这样的理由还不足以实施逮捕。根据1968年的特里诉俄亥俄州案，执法人员可以在特定情况下因怀疑犯罪活动正在发生的合理理由而进行无证搜查。最高法院在该判判决中认为，当一位警官发现“异常行为”，让他有合理理由相信“犯罪活动可能正在进行”，认为可疑人员有可能持有武器并且会对警官或他人构成威胁，那么警官可以对该人进行搜身来确定他是否持有武器。警官必须要对这类搜身行为给出具体而明晰的事实和理由来合理化自己的行为。在1983年的佛罗里达州诉罗耶案中，最高法院进一步规定这类搜查只能是临时性的，并且所问的问题也只能限制在一开始拦住对方的理由上。例如警察上怀疑一辆车是偷来的时，可以问车上人员这是否是偷来的车，但不能在确认车没有被盗后再要求对方回答车上是否有违禁品等问题。

### 扣押
第四修正案禁止政府对任何个人和私有财产（包括动产和不动产）予以无理扣押。如果政府有目的地干扰个人对自己财产的控制权，那么就可以认为政府进行了扣押。如警官将他人的某件东西取走作为证据，或将他人驱逐出某地都属于这种情况。该修正案还保护个人免遭无理扣押，其中包括短暂拘留。
政府人员在公众场合向个人提问的情况不属于扣押，自愿对这类问题作出的回答也不为证据排除规则所禁止，这类回答之后可以用于刑事起诉。个人的自由活动如果没有受到限制，那么他就没有遭到扣押。政府如果没有合理且客观的理由，则不能对个人加以哪怕是一瞬间的扣留。他人拒绝倾听或回答问题也不能成为政府扣押的理由。
在1980年的美国诉门登霍尔案中，最高法院对第四修正案中的扣押定义只是指个人被物理上强制拘押，或是他的行动自由受到限制，或是一个理性的人会认为自己不能自由离开。在1991年的佛罗里达州诉博斯蒂克案中，法院认为只要警方没有通过某种方式要求他人遵照自己的要求，那么双方的接触就只属于公民间的普通接触，因此不属于第四修正案的保护范围。如果个人无需回应政府提出的任何问题，那么就没有出现过第四修正案所定义的扣押，因此也不存在个人隐私受侵犯的情况。
当一个人被警方拘捕或羁押时，他就受到了扣押，例如一个被戴上手铐、关进警车后座的人在理性情况下不会认为自己能够自由离开。不过，一个人被交通警察拦下后虽然可以认为受到扣押，但并未被逮捕，因为这样的情况时间较为短暂，而类似于例行公事的询问，而不是正式的拘捕。除非州法律中有不同规定，否则警官无权逮捕一个拒绝表明身份，同时又没有证据认为他涉嫌犯罪的人。如果警官对搜查行为有合理的理由，那么因搜查过程中所发现的证据而导致的逮捕并不违反第四修正案。在2013年的马里兰州诉金案中，最高法院认为警方从所逮捕的严重罪行犯罪嫌疑人身上获取DNA是合宪的，按同样的推论，警方也可以对逮捕的犯罪嫌疑人提取指纹和拍摄照片。

#### 例外
政府只有在少数几种例外情况下可以无需正当理由而对个人进行扣留。在1979年的特拉华州诉普罗斯案中，最高法院认为交通警官在没有合理的理由相信一辆车及其乘客涉及犯罪事件的情况下将其拦下检查驾照和车辆注册登记信息都属于非法扣押。
由于社会现实的需要，同时也没有其它有效手段可以满足，并且对个人隐私的侵犯程度很小，因此一些检查站可能会为了满足这一需要而短暂扣留机动车驾驭员。在1976年的美国诉马丁内兹富尔特案中，最高法院认为警察为了抓偷渡客，在离边境不远之主要道路设置永久性的检查哨，对所有过往车辆拦车盘问是合宪的（因为有合理怀疑偷渡客经常使用该道路）。在1990年的密歇根州警察部门诉塞兹案中，法院也认可了对司机清醒度进行检查的检查站。在2004年的伊利诺伊州诉里德斯特案中，法院允许了集中的信息性检查站。不过到了2000年的印第安纳波利斯市诉埃德蒙德案中，最高法院认为警察为了抓捕毒贩而设置检查站拦截所有过往车辆检查的做法是违宪的。因为该罪行“与使用道路无直接关系”，所以有可能被警方滥用。

### 搜查令
根据第四修正案，执行部门必须获得法院颁布或法官签发的许可才能在调查犯罪活动过程中进行合法搜查和扣押，这种许可即被称之为搜查令。如果没有有效搜查令，那么对应的搜查和扣押通常是不合理和违宪的。只要可能，警察都必须在相应搜查和扣押前取得搜查令。不过这其中也存在一些专门设定或划分的例外情况，在这些情况下所进行的无证搜查和扣押是合理且受法律支持的。

### 相当理由
搜查和逮捕的相当理由标准有所不同。政府需要在已经掌握了相当的事实和证据来“让一个谨慎的人相信，需要逮捕的人士已经或正在犯下罪行”时才拥有逮捕的相当理由。这样的理由必须要在实施逮捕前就已存在，而不能是逮捕后再找到这样的理由，否则实施逮捕后所获得的证据将被认为是无效的，并且逮捕行为本身也是非法的。
对于进行搜查所需的搜查令，第四修正案要求警方有相当理由相信这次搜查可以发现犯罪活动的证据或违禁品，必须有法定的充分理由相信必须要进行这次搜查。在1925年的卡罗尔诉合众国案中，最高法院认为搜查的相当理由可以是一个灵活、常识性的标准。同年法院还在邓布兰诉美国案中重申了卡罗尔案的主张，把相当理由定义为（所掌握的证据）“还不足以加以谴责”，要求警察在一个合理且谨慎的思路下根据具体的事实进行判断，搜查中将发现一些可能属于被盗或违监品或是可以作为犯罪证据的物品，但并不要求这样的判断一定要是正确的，或是正确的可能性比较大，是一个“实用而非技术性”的判断。在1983年的伊利诺伊州诉盖茨案中，最高法院判决认为“报案的可靠性要完全根据整个具体情况来加以确定”。

## 不需要搜查令的例外情况

### 同意
如果当事人同意接受搜查，那么政府可以不申请搜查令。这一规则有几类例外情况，如同意搜查的范围，这次同意是否是自愿作出的，以及一个人是否有权对搜查他人的财物给出同意意见。在1973年的施内克罗斯诉巴斯塔蒙特案中，法院判决认为如果警察没有告诉犯罪嫌疑人有权拒绝接受搜查，那么其对搜查要求所作的同意仍然是有效的，这一点与第五修正案保证的权利存在冲突，因为米兰达警告规则要求警方告知嫌犯相应权利后，对方仍然选择放弃这些权利时，相应的口供等证据才有效。
法院在1974年的美国诉马特洛克案中认为，对财物拥有共同权限的多方当事人中只要有一方同意，警方就可以进行无证搜查而不会侵犯任何一位的第四修正案权利。1990年的伊利诺伊州诉罗德里格斯案中，法院认为只要警察是出于合理相信而进行同意搜查，即使事后发现同意者对被搜查的住宅并没有所有权，这一搜查也是合宪的。

### 一览无遗和开放领域
在1971年的柯立芝诉新罕布什尔州案中，最高法院认为，如果一位警官在没有侵入任何私人空间，而是身处公共地界时看到了一件他有足够理由相信属于违禁品的物体，那么在这种可以一览无遗的情况下他有权将之扣押。
“开放领域”也是一个类似的概念，这类情况包括草场、开放水域和树林，都可以在没有搜查令的情况下直接进行搜查，其存在思路是这样的行为预期不会侵犯任何人的隐私权。最高法院在1924年的海斯特诉美国案中首次阐述了这一理论，法律称第四修正案是保护一个人的人身、住宅、文件和动产，而不会延伸到开放领域。

在1984年的奥利弗诉美国案中，警方没有搜查令，也未经当事人许可并无视了“不得侵入”的警告标语和栅栏擅自进入嫌疑人的土地进行搜查，最终在数百英尺外发现了一片大麻地。但最高法院认为这是一块开阔地，一个理性的人不会对一个露天场所存在合理的隐私预期，所以警方有理由相信其行为不会侵犯任何人的隐私，搜查是合宪的。
第四修正案并不为在开放领域进行的活动提供免受政府干扰和监视的庇护。发生在开放领域的活动中也没有什么符合社会利益的隐私需要保护。
虽然开放领域不受第四修正案保护，但包括门前走廊、草坪等在内紧邻房屋的私人领地例外。法院认为这些领域相当于个人住宅的延伸，因此和房屋一样受到第四修正案的隐私权保护。不过法院也认为只要这些领地的上空范围通常可以对公众开放，那么对其进行的空中监视即使没有搜查令也是合宪的。对于其是否隐私性保护范围的判断标准，法院认为可以通过其具体的位置、用途以及经过住宅的其他人的视野来加以判断。

### 紧急情况
如果事出紧急，要求预先取得搜查令将是不切实际的或是会导致危险等不可挽回的后果，执法部门也可以在没有预先取得搜查令的情况下进行搜查。如之前提及的1968年特里诉俄亥俄州案中，警察就可以对一个怀疑携带武器的嫌疑人进行搜身。法院还在1914年的威克斯诉美国案中同意警方对已经被逮捕的犯罪嫌疑人进行无证搜查，因为一来需要确定对方身上没有武器，二来也预计对方身上藏有犯罪证据，需要避免被其销毁。在1925年的卡罗尔诉美国案中，法院认为执法官员在怀疑一辆车上藏有违禁品时可以对之进行无证搜查。在1966年的施默伯诉加利福尼亚州中，法院允许警察在没有搜查令的情况下抽取涉嫌酒后驾驶犯罪嫌疑人的血样，因为其血液中的酒精浓度可能会在警方试图获得搜查令的过程中恢复到正常水平。在1967年的沃登诉海登案中，法院还允许正在紧追嫌犯的警察在没有搜查令的情况下对其进行搜查。

### 机动车辆
最高法院认为身在机动车中的个人对隐私权的合理预期会有所降低，因为车辆通常不会用来作为住所或储存个人财物。不过警方不能随机拦载车辆进行搜查，而必须要有相当理由，或是有对车辆及其乘客涉嫌犯罪活动的合理怀疑。警方可以对车上一览无遗的物品进行扣押，还可以对可能藏匿武器的地方进行搜查。在有相当理由来相信车上存在犯罪证据的，警官可以对车辆上的任何角落进行搜查。但是如果没有得到车上乘客的同意，并且也没有对应的相当理由，警方不能将对车辆的搜查延伸到其乘客身上。
在2009年的亚利桑那州诉冈特案中，最高法院裁定执法人员逮捕车辆上的乘客后，要先取得搜查令才能对该车辆进行搜查，除非：1、警官有理由相当被捕人士从事犯罪活动的证据就在这辆车上；2、嫌犯被捕时就在车辆乘客位置伸手可及的距离内，有可能从车上取出武器而对警方和他人的人身安全构成威胁。

### 合法逮捕中的搜查事件
英国普通法中有允许在合法逮捕中进行搜查而无需事先取得搜查令的规则。这一规则在美国法律中同样适用，并有着一段漫长的普通法历史。这一搜查的理据是防止被逮捕的人销毁证据或使用武器对抗执行逮捕的警官。在1948年的特鲁皮阿诺诉美国案中，最高法院指出，合法逮捕后进行的无证搜查和扣押一直都被认为是一项需要受到严格限制的权利。这一固有权利可以根据逮捕时的具体情况而增长，但警方必须要拥有比仅仅一个合法逮捕更充足的理由。在1950年的美国诉拉比诺维茨案中，法院推翻了特鲁皮阿诺案的判决，认为警官是否有机会获得搜查令与逮捕中搜查事件的合理性没有密切关系，该案提议警方可以对被捕者“直接控制”的任何区域进行搜查，但没有明确定义“直接控制”的范围。在1969年的切默尔诉加利福尼亚州案中，最高法院对之前的裁决进行了澄清，该案判决认为警官在执行逮捕后搜查被捕者身上的武器和证据是合理的。

### 边境搜查例外情况
边境搜查例外情况是指执法人员可以在没有预先取得搜查令的情况下在美国边境或包括国际机场在内的同等区域进行搜查，并且也不需要有相当理由。大部分边境搜查完全是随机进行，美國海關及邊境保衛局拥有充足的搜查授权，可以在没有任何怀疑的情况下进行。 不过，对会侵犯旅客个人尊严和隐私的搜查，如脱衣搜查和贴身搜查等，并且要有“合理怀疑”的支持才能进行。美国联邦第四和第九巡回上诉法院在判决中裁定，旅客电子设备中的信息，如笔记本电脑中的个人文件等，可以在没有可疑情况的情况下进行随机搜查。

### 外国情报机构监控
最高法院在1972年的美国诉美国地方法院案中对监控外国情报机构提供了不需搜查令的可能性。之后有三家美国联邦上诉法院认可对外国情报机构进行的监探不需搜查令，但对其有一定条件限制。这一例外情况于2008年正式获得美国外国情报监视法院审查的认可。下级法院则在裁决中认为，当对外国情报机构进行监控的目的是为了国家安全或是直接针对外国势力或间谍等有理由相信归属于美国以外势力的机构时，就属于“第四修正案的外国情报机构监控例外情况”。不过这些机构的所有通讯内容仍然受第四修正案不合理搜查和扣押禁令的保护，因为“一个人的私人通信与个人文件等同”。为了保护在法律行动中与美国政府合作的电信运营商，联邦国会通过了一项法案来对《1978年外国情报监控法》加以修订，允许政府进行这一类的监控。

### 其它例外情况
在1985年的新泽西州诉T·L·O案中，最高法院裁决认为只要警官有合理理由相信搜查可以发现非法活动的证据，那么就可以在没有事先取得搜查令的情况下在公立學校进行搜查。不过到了2009年的萨福德统一学区诉瑞汀案中，法院认为校警仅仅根据一位学生举报在另一学生手中获得了毒品就对后者，一位13岁女孩进行脱衣搜查的做法违反了第四修正案。与之类似的还有2006年的森信诉加利福尼亚州案，法院认为政府官员可以以类似理由对政府雇员进行搜查，寻找与其工作相关不当行为的证据。此外，对监狱牢房进行的搜查也不受相当理由和合理性的限制。

## 证据排除规则
证据排除规则是法院强制执行第四修正案的方法之一。这一规则规定，凡是以违反第四修正案的手段获得的证据不能用来在刑事审判中指控被告人。法院在1960年的埃尔金斯诉合众国案中指出，这一规则是确保宪法获得尊重的唯一办法，让警方非法行为的诱因失去效果。
法院最初在1914年的威克斯诉美国案中确立了证据排除规则，在该案前，无论是否合法手段获得的证据都可以呈庭。在1920年的美國訴里昂案和1939年的纳尔多诉美国案中，法院裁定由非法手段获得的证据所进一步引出的其他证据同样不能呈庭。大法官费利克斯·弗兰克福特形容之后所进一步发现的证据就像是毒树的果实。最高法院起初在1949年的沃尔夫诉科罗拉多案中拒绝将证据排除规则通过第十四修正案应用到各州，但之后又在1961年的马普诉俄亥俄州案中推翻了这一判决，让第四修正案（包括证据排除规则）开始应用到各州。
证据排除规则及其效果一直存在争议，特别是自1961年开始应用到各州后。部分批评者认为这一规则妨碍警方调查，并会导致拥有足够证据判其有罪的嫌疑人最终被释放，还有些批评者认为这一规则从未成功阻止过警方的非法搜查。支持者则坚称因这一规则而推翻的刑事定罪案件数量已经微乎其微，而且也没有其他的有效机制来执行第四修正案。1982年，加利福尼亚州通过了一项《受害人权利法案》，其中包含旨在废除证据排除规则的条文。虽然这项法案不会对联邦政府根据第四修正案规定的权利产生影响，但还是可以防止州法院进一步扩大这些措施的保护范围。

### 局限性
面对大量针对证据排除规则的批评，法院也在之后的多个判决中对其增加了一些限制。在1974年的美国诉卡兰德拉案中，法院裁决大陪审团可以在询问证人时使用涉嫌通过非法手段所获得的证据，法院这样决定主要是认为相对于刑事审判，大陪审团只是负责判断是否起诉：“像其他任何救济手段一样，排除规则的适用严格局限于可以最有效实现其救济目的的那些情形”。
1984年的几个案件对证据排除规则增加了进一步的限制。在美国诉里昂案中，法院采用了“善意信赖”原则，认为一位警官出于善意信赖一份搜查令而进行扣押所获得的证据即使是在事后发现搜查令存在缺陷的情况下仍然有效。不过，如果警官不诚实或鲁莽地为了获得搜查令而宣誓，那么之后根据这份有欠中立搜查令所获得的证据仍然会被排除。而在尼克斯诉威廉姆斯案中，法院认定某项原来非法获得的证据如果能够通过其他合法调查途径“必然”被发现，那么它就具有可采性。对于“必然发现”的证明标准，联邦最高法院认为，控方只需证明必然性达到了优势证据的程度，而不要求更高的“无恶意”标准。在塞古拉诉美国案中，法院裁决通过一个无证搜查而非法获得的证据如果之后可以通过与这次非常搜查无关的合法方式找到，那么这件证据也是有效的。
在1995年的亚利桑那州诉埃文斯案和2009年的赫林诉美国案中，最高法院裁定出于善意信赖的警方获得的证据虽然之后发现政府的数据库存在疏漏，但由于执行逮捕的警官没有恶意，并且这样的疏漏也只是很少见的特例，所以证据仍然可以使用，不需要排除。在2011年的戴维斯诉美国案中，法院认为如果是因合理信赖一个有约束力的上诉先例，那么排除规则也不适用于相应的违反第四修正案情况。
此外，证据排除规则在以下情况中也不适用：
- 缓刑或假释撤销听证会[146]
- 税收听证会[147]
- 驱逐出境听证会[148]
- 军队退伍法律程序[149]
- 儿童保护法律程序[150]
- 从公共载体上查获的证据[151]
- 美国海关人员收集的证据[152]
- 缓刑或假释官员查获的证据[153]
- 由“私人行为”非法扣押的证据（这个私人不能是政府雇员）[154]